# Morphium (Roman)
Morphium (Originaltitel Sad Cypress) ist der 27. Kriminalroman von Agatha Christie. Er erschien im Vereinigten Königreich im Collins Crime Club im März 1940 und später im selben Jahr in den USA bei Dodd, Mead and Company. Die deutsche Erstausgabe wurde 1943 vom Scherz Verlag (Bern) in der Übersetzung von Auguste Flesch von Bringen veröffentlicht.
2018 erschien im Atlantik-Verlag eine Neuübersetzung von Giovanni und Ditte Bandini.
Es ermittelt Hercule Poirot im 18. Roman mit ihm als Hauptfigur um ein Gerichtsdrama.

## Titel und Widmung
Der englische Titel Sad Cypress stammt aus dem zweiten Akt, vierte Szene aus William Shakespeares Was ihr wollt:
Come away, come away, death,

And in sad cypress let me be laid;

Fly away, fly away breath;

I am slain by a fair cruel maid.

My Shroud of White, stuck all with yew,

O, prepare it!

My part of death, no one so true

Did share it.
Die Zypresse gilt traditionell als Trauerpflanze und wird auch zur Bepflanzung von Friedhöfen genutzt. In dem Lied, das dem Roman als Motto vorangestellt ist, geht es um eine Person, die sich entweder selber vergiftet hat oder vergiftet wurde: “My Shroud of White, stuck all with yew” („Mein Totenhemd, durchbohrt von Eibendornen)“ – die Nadeln der Eibe enthalten ein tödliches Gift.
Der Roman trägt eine Widmung an „Peter und Peggy McLeod“. Peter MacLeod (dies ist die später in Christies Autobiografie gewählte, vermutlich korrekte Schreibung) war Arzt, Margaret („Peggy“) Ärztin und seine Frau. Christie hatte sie in Mossul kennengelernt, wo sie eine Klinik leiteten.

## Handlung
Der Roman ist in drei Teile (oder Akte) gegliedert, denen ein Prolog vorausgeht. Im Prolog wird eine Situation aus der Gerichtsverhandlung aus der Sicht der Angeklagten Elinor Carlisle geschildert. Der erste Teil wird als Rückblende eingeführt und erzählt die Ereignisse, die zu den Morden führen, der zweite beschreibt die Ermittlungen von Hercule Poirot und der dritte schildert den Fortgang der Gerichtsverhandlung bis zu deren Ende sowie Poirots Auflösung.
Elinor Carlisle und Roderick Welman sind miteinander verlobt und wollen bald heiraten. Da erhalten sie einen anonymen Brief, in dem jemand ihnen mitteilt, dass Carlisles reiche Erbtante Laura Welman von irgendjemandem „ausgenommen“ wird. Carlisle vermutet, dass von der als Tochter des Pförtners bekannten Mary Gerrard die Rede ist, an der Laura Welman Gefallen gefunden hat. Sie machen sich auf den Weg zu der Tante.
Laura Welman ist bereits seit einiger Zeit nach einem ersten Schlaganfall an das Bett gefesselt. Nach einem zweiten Schlaganfall bittet sie Elinor, den Familienanwalt zu rufen, um ein neues Testament aufsetzen zu können, das auch ein Vermächtnis für Mary Gerrard vorsehen soll. Roddy hat sich inzwischen jedoch in Mary verliebt. In der folgenden Nacht stirbt Mrs. Welman, und es stellt sich heraus, dass sie nie ein Testament verfasst hat. So erbt Elinor ihr gesamtes Vermögen, da sie scheinbar die einzige Blutverwandte ist.
Elinor löst die Verlobung mit Roddy und bietet ihm (was er ablehnt) und Mary (die es annimmt) einen Teil des Erbes an. Elinor, Mary und die Gemeindeschwester Jessie Hopkins sitzen zum Tee zusammen, als Mary nach dem Genuss eines Sandwiches mit Fischpaste plötzlich zusammenbricht und stirbt. Elinor gerät unter Verdacht und wird verhaftet. Die Leiche ihrer Tante wird exhumiert und man stellt fest, dass beide Frauen mit Morphium vergiftet wurden. Das Gift stammt wahrscheinlich aus einem Tablettenröhrchen, das aus der Tasche der Gemeindeschwester entwendet wurde.
Im zweiten Teil untersucht Poirot den Fall. Er wurde darum von dem Arzt Peter Lord gebeten. Dieser ist in Elinor verliebt und möchte ihre Unschuld beweisen.
Im dritten Teil wird der Fortgang der Gerichtsverhandlung geschildert. Ein Fetzen eines abgerissenen Etiketts ist Gegenstand der Verhandlung. Poirot kann aber beweisen, dass es nicht auf Morphium, sondern Apomorphin, ein Brechmittel, lautet. Die Schwester hatte den Tee, von dem sie und das Mordopfer tranken, vergiftet und sich unmittelbar danach das Brechmittel appliziert, um sich übergeben zu können. Die erste Spur Poirots ist aber die Behauptung von Hopkins, sie habe sich an einer Kletterrose gestochen. Wie Poirot feststellt, handelt es sich um eine dornenlose Zephyrine Drouhin. Hopkins hatte so versucht, den von der Apomorphin-Injektion herrührenden Einstich zu erklären.
Ihr Motiv: Mary Gerrard war von Elise und Bob Gerrard nur aufgezogen worden, ist aber in Wahrheit die uneheliche Tochter von Mrs. Welman mit einem verheirateten, längst verstorbenen Mann. Damit ist sie und nicht Elinor Carlisle die nächste Verwandte und Erbin von Mrs. Welman. Schwester Hopkins hatte Mary aufgefordert, ein Testament zu machen. Mary hatte auf ihren Vorschlag hin ihre nächste Verwandte, ihre Tante Mary Riley in Neuseeland, als Erbin eingesetzt. Mit Hilfe von zwei Zeugen gelingt es Poirot zu beweisen, dass die Gemeindeschwester genau diese Tante ist.
Der Roman endet mit einer harschen Kritik Poirots an Peter Lords eigenen Ermittlungen – und mit guten Aussichten für eine Liebesgeschichte zwischen Elinor Carlisle und Peter Lord.

## Personen
- Hercule Poirot, der berühmte belgische Detektiv

Die Opfer:
- Mrs. Laura Welman, eine Witwe
- Mary Gerrard, ihr Schützling und ihre uneheliche Tochter

Die Verdächtigen:
- Elinor Carlisle, Mrs. Welmans Nichte
- Roderick (Roddy) Welman, Mrs. Welmans angeheirateter Neffe
- Dr. Peter Lord, Mrs. Welmans Arzt
- Schwester Jessie Hopkins, die Gemeindeschwester
- Schwester Eileen O’Brien, Mrs. Welmans Krankenschwester
- Mr. Seddon, Mrs. Welmans Anwalt
- Mrs. Bishop, Mrs. Welmans Haushälterin
- Horlick, der Gärtner
- Bob Gerrard, der Hausmeister und Marys angeblicher Vater
- Ted Bigland, ein Bauernsohn

Personen im Gericht:
- Der Richter
- Sir Edwin Bulmer, Verteidiger
- Sir Samuel Attenbury, Ankläger
- Dr. Alan Garcia, Gutachter für die Anklage
- Inspektor Brill, der ermittelnde Polizeibeamte
- Mr. Abbott, der Inhaber des Lebensmittelgeschäftes
- Alfred James Wargrave, ein Rosenzüchter
- James Arthur Littledale, ein Chemiker
- Amelia Mary Sedley, eine Zeugin aus Neuseeland
- Edward John Marshall, ein Zeuge aus Neuseeland

## Bezüge zu anderen Werken
Peter Lord sagt, dass er den Kontakt zu Poirot aufgrund einer Empfehlung von Dr. John Stillingfleet hergestellt habe. Dabei beschreibt er einen Fall, der große Ähnlichkeit mit der Kurzgeschichte Der Traum hat. Diese Kurzgeschichte war zwei Jahre zuvor in Nummer 566 des Strand Magazine gedruckt worden. Auch in den USA war sie schon 1939 in der Sammlung von Kurzgeschichten The Regatta Mystery erschienen. Die deutsche Übersetzung der Kurzgeschichte wurde erst 1964 in dem Sammelband Der Unfall und andere Fälle veröffentlicht. Dr. John Stillingfleet tritt später noch einmal in dem Roman Die vergessliche Mörderin auf.
Der Roman gehört zu denjenigen Werken der Autorin, deren Titel einen Bezug zu William Shakespeare haben. Weitere sind Die Mausefalle (Bezug zu Hamlet), Taken by the Flood (Bezug zu Julius Caesar) (deutscher Titel: Der Todeswirbel) und By the Pricking of My Thumb (Bezug zu Macbeth) (deutscher Titel: Lauter reizende alte Damen).
Gerichtsdramen wie dieses sind eher selten in Agatha Christies Werk. Ein weiteres, durch die Verfilmung mit Marlene Dietrich sehr berühmtes ist Zeugin der Anklage.

## Bezüge zur Biografie
Agatha Christie schöpft in Sachen Giftkunde hier besonders ausführlich aus ihren Erfahrungen als Krankenschwester in einer Apotheke in einem Lazarett während des Ersten Weltkriegs.

## Bezüge zur zeitgenössischen Realität
Die damals dreizehnjährige Prinzessin Elisabeth, später als Elisabeth II. Königin des Vereinigten Königreichs Großbritannien und Nordirland, spielt eine Rolle in Poirots Ermittlungen. Das Vertrauen der Haushälterin Mrs Bishop gewinnt Poirot, indem er von seinem Besuch bei den Königlichen Hoheiten in Sandringham House erzählt. Bevor sie seine Fragen zu den Morden beantwortet, wenden die beiden sich „einem wirklich interessanten Thema“ zu, nämlich der Auswahl eines passenden Gatten für die Prinzessin. Alle infrage kommenden Kandidaten werden besprochen und als „Nicht Gut Genug“ (Großschreibung im englischen Original) verworfen. Nach diesem Vorlauf verläuft die Befragung reibungslos und ergiebig.
Der Roman enthält keine Hinweise auf den Sitzkrieg mit Deutschland, in dem sich England seit dem 3. September 1939 befand. Deutschland findet jedoch mehrfach Erwähnung: Elinor Carlisle hat dort den letzten Schliff ihrer Erziehung erhalten, Mary Gerrard hat dort als Au-Pair-Mädchen gearbeitet. Dieser Hintergrund dient als falsche Spur (Red Herring): Jemand aus der deutschen Vergangenheit Carlisles oder Gerrards könne für die Morde verantwortlich sein, meint Peter Lord. Er platziert sogar eine Streichholzschachtel mit deutschem Etikett unter einem Busch, um Poirot die ‚deutsche Spur‘ nahezulegen, was dieser jedoch sofort durchschaut. Abwertende Ausdrücke für die Deutschen, wie sie in früheren Romanen Christies gelegentlich vorkamen (etwa die Bezeichnung als „Boche“ oder „Bosche“), fehlen hier völlig.

## Verfilmungen

### Agatha Christie’s Poirot
Der Roman wurde von London Weekend Television in Spielfilmlänge verfilmt und am 26. Dezember 2003 als spezielle Episode in der Fernsehserie Agatha Christie’s Poirot ausgestrahlt.
Die Hauptrolle spielt David Suchet als Hercule Poirot.

### Kleine Morde
Ich bin unschuldig, der sechste Teil (2010) der französischen Fernsehserie Kleine Morde, ist auch eine Adaption von "Morphium". Die Kriminalfälle sind für die Serie in das Frankreich der 30er Jahre versetzt worden – darüber hinaus sind die handelnden Personen ausgetauscht worden. So ermittelt auch nicht Hercule Poirot, sondern der Superintendent Larosière gemeinsam mit dem jungen Inspektor Lampion.

## Wichtige englischsprachige und deutschsprachige Ausgaben
- 1940 Collins Crime Club (London)
- 1940 Dodd Mead and Company (New York)
- 1943 deutsche Erstausgabe in der Übersetzung von Auguste Flesch von Bringen im Scherz Verlag (Bern)[4]

Die erste Veröffentlichung des Romans erfolgte in zehn Fortsetzungen in den USA im Collier’s Weekly Magazin vom 25. November 1939 (Volume 104, Nummer 22)  bis 27. Januar 1940 (Volume 105, Nummer 4) mit Illustrationen von Mario Cooper.
- 2018 Neuübersetzung von Giovanni und Ditte Bandini. Atlantik Verlag, Hamburg

## Hörbücher
Dieser Roman ist einer der wenigen Romane Agatha Christies, zu denen kein deutschsprachiges Hörbuch erschienen ist.